# Habsburg–Lotaringiai Mária Johanna főhercegnő
Habsburg–Lotaringiai Mária Johanna Gabriella főhercegnő, teljes német nevén Erzherzogin Maria Johanna Gabriele Josepha Antonia von Österreich (Bécs, 1750. február 4. – Bécs, 1762. december 23.); Mária Terézia császárné leánya, osztrák főhercegnő, német-római császári hercegnő, magyar és cseh királyi hercegnő.

## Élete

### Származása, testvérei

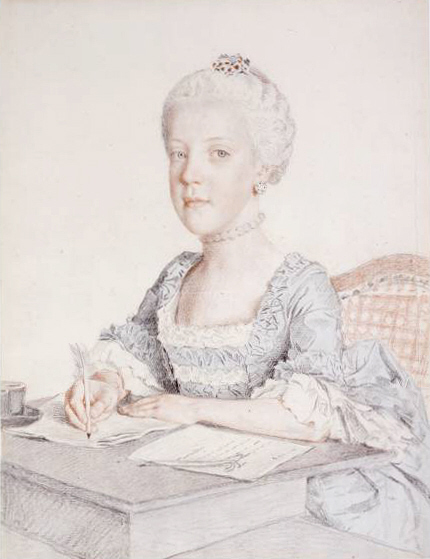
Mária Johanna Gabriella főhercegnő
(J.É. Liotard pasztellrajza)

Mária Johanna Gabriella főhercegnő édesapja I. (Lotaringiai) Ferenc német-római császár (1708–1765) volt, édesanyja Mária Terézia császárné, osztrák uralkodó főhercegnő, magyar és cseh királynő (1717–1780) volt.
A császári pár 16 gyermekének sorában Johanna Gabriella született tizenegyedikként. A felnőttkort megérő testvérei: 
- Mária Anna Jozefa főhercegnő (1738–1789), betegsége miatt egy Klagenfurti kolostorba vonult vissza.
- József Benedek Ágost főherceg (1741–1790), később II. József néven német-római császár, magyar és cseh király (1764–1790).
- Mária Krisztina főhercegnő (1742–1798), aki 1766-ban Albert Kázmér szász–tescheni herceghez (1738–1822) ment feleségül.
- Mária Erzsébet főhercegnő (1743–1808), akit XV. Lajos francia király feleségéül szántak, de betegsége miatt egy innsbrucki kolostorba kényszerült vonulni.
- Károly József Emánuel főherceg (1745–1761), fiatalon meghalt.
- Mária Amália főhercegnő (1746–1804), aki 1769-ben I. Ferdinánd parmai herceghez (1751–1802) ment feleségül.
- Péter Lipót József főherceg (1747–1792), I. Lipót néven toszkánai nagyherceg, 1790–92 között II. Lipót néven német-római császár, magyar és cseh király.
- Mária Johanna Gabriella főhercegnő (1750–1762), tizenkét évesen meghalt.
- Mária Jozefa főhercegnő (1751–1767), akit elhalt nővére, Johanna Gabriella után szintén IV. Ferdinánd nápolyi királlyal jegyeztek el, de ő is meghalt az esküvő előtt.
- Mária Karolina Lujza főhercegnő (1752–1814), aki elhalt nővérei helyett 1768-ban feleségül ment IV. Ferdinánd nápolyi királyhoz (1751–1825), a későbbi I. Ferdinánd nápoly–szicíliai királyhoz, így Nápoly és Szicília királynéja lett.
- Ferdinánd Károly Antal főherceg (1754–1806), Lombardia főkormányzója, aki 1771-ben Estei Mária Beatrix modenai hercegnőt (1750–1829), és megalapította a Habsburg-ház Este-Modenai ágát.
- Mária Antónia főhercegnő (1755–1793), aki 1770-ben XVI. Lajos francia király felesége lett. Lajos Károly francia trónörökös herceg édesanyja. A francia forradalom során férjével együtt kivégezték. Fia 1795-ben fogságban halt meg.
- Miksa Ferenc főherceg (1756–1801) püspök, kölni választófejedelem, a Német Lovagrend nagymestere.

### Rövid ifjúsága
Mária Johanna Gabriella főhercegnő a hátrahagyott emlékezések szerint különösen szeretetreméltó kislány volt, a császári család és az udvartartás egyik kedvence. Testvérei közül Mária Jozefához állt a legközelebb, aki egy évvel volt fiatalabb nála. Sülve-főve együtt voltak, egy gyerekszobában laktak, dajkájuk is ugyanaz a személy volt.
Mária Johanna Gabriellát már 12 évesen eljegyezték IV. Ferdinánd nápolyi királlyal, de a kislány röviddel az esküvő előtt meghalt himlőben. Ahogy oly sok leánytestvére, ő is Habsburg-család hagyományos temetkezőhelyén, a bécsi kapucinusok kriptájában (Kaisergruft) nyugszik.
Mária Johanna Gabriella halála után húgát, Mária Jozefát jegyezték el IV. Ferdinánd nápolyi királlyal, már a kelengyéjét is kiállították, de 1767-ben ő is meghalt himlőben, így 1768-ban végül a tizenharmadik testvér, Mária Karolina Lujza főhercegnő lett Ferdinánd felesége, később Nápoly és Szicília királynéja.

## Külső hivatkozások
- Johanna Gabriella főhercegnő életrajzi adatai.